# Kalirejo (Ngraho)
Kalirejo is een bestuurslaag in het regentschap Bojonegoro van de provincie Oost-Java, Indonesië. Kalirejo telt 3026 inwoners (volkstelling 2010).